# Hypselodoris dollfusi
Espèce
Hypselodoris dollfusi est une espèce de mollusques nudibranches de la famille des Chromodorididae. 

## Habitat et répartition
Cette espèce se rencontre en mer Rouge, et en mer d'Oman.

## Description
L'animal peut atteindre une longueur de 50 mm, et est clairement distinct des autres chromodorides par son aire de répartition. Le corps est très large, ferme et de haut profil.
La tête est arrondie et les tentacules sont à peine visibles. Le bord antérieur du pied est très anguleux, bi-laminé avec les deux lamelles entaillées.
Le corps, qui présente un tégument lisse, est jaunâtre clair ou blanchâtre, avec des taches rondes pourpres bordées de rouge, ou rose violet vif plus foncées au centre et à la périphérie. Une ligne de même couleur est présente sur le rachis des branchies et des rhinophores qui sont de couleur blanchâtre. Le pied et le manteau arborent un liseré jaune,,. Les individus de cette espèce peuvent présenter de légères variations de couleur. Les rhinophores sortent chacun au milieu d'une des taches dorsales et les branchies sont placées au centre d'une autre tache. Les glandes du manteau sont visibles sous la forme d'une série de taches jaunes plus foncées à l'extrémité postérieure du bord. Le gonopore est entouré par un anneau rouge. Ventralement, le corps est gonflé et de couleur crème avec les taches rouges visibles sous forme de taches blanches opaques légèrement surélevées. 
Les mâchoires sont de simples tiges pointues légèrement incurvées. La formule radulaire est 77.0.77 ou 65 × 71.0.71. Il y a un espace clair au milieu de la longueur totale de la radula. Les premières dents latérales de chaque côté sont identiques et asymétriques. Toutes les dents sont clairement bicuspides mais la première latérale présente une petite cuspide pointue supplémentaire sur sa face interne. Les autres dents latérales sont typiques des hypselodoris et régulières le long de la rangée. Les quinze dernières dents voient leur taille diminuer rapidement avec l'ajout d'une ligne de trois à cinq denticules sur la cuspide inférieure. Les dents sont secondairement denticulées le long de la partie postérieure de la radula, au maximum à partir de la 30e dent environ.

## Classification
Le nom valide complet (avec auteur) de ce taxon est Hypselodoris dollfusi (Pruvot-Fol, 1933).
L'espèce Hypselodoris dollfusi a été décrite en 1933 sous le protonyme Glossodoris dollfusi par la zoologiste française Alice Pruvot-Fol (1873-1972).
Hypselodoris dollfusi a pour synonyme :
- Glossodoris dollfusi Pruvot-Fol, 1933

### Étymologie
Son épithète spécifique, dofffusi, lui a été donnée en l'honneur du zoologiste français Robert-Philippe Dollfus (1887-1976)

### Publication originale
- A. Pruvot-Fol, « Mission Robert Ph. Dollfus en Égypte. IV.- Résumé analytique du mémoire de Mme A. Pruvot-Fol sur les Tectibranches et Nudibranches », Mémoires de l'Institut d’Égypte, Égypte, vol. 21,‎ 1933, p. 144-150 (ISSN 0369-0172, lire en ligne, consulté le 18 juillet 2024).